# Улубатлъ Хасан
Улубатлъ Хасан (на турски: Ulubatlı Hasan) е еничарин спахия, служил на Султан Мехмед II, участвал в обсадата на Константинопол през 1453 година и загинал в сражението.